# Lê Tuấn Kiệt
Lê Tuấn Kiệt là một quan văn và thượng tể thời Lê Cung Hoàng, từng khởi nghĩa chống nhà Mạc và bị đánh bại. Đến thời Lê trung hưng được truy phong phúc thần.

## Thân thế
Lê Tuấn Kiệt là người làng Tân Minh, có nguồn viết là thôn Từ Minh, thuộc huyện Hoằng Hóa, phủ Hà Trung, trấn Thanh Hoa.

## Sự nghiệp
Ông là một quan văn, mấy lần lên đến chức thượng tể, làm quan thời vua Lê Cung Hoàng.
Khi Mạc Đăng Dung giành ngôi nhà Lê sơ, Lê Tuấn Kiệt lấy danh nghĩa "đánh giặc đem lại chính nghĩa" mà về tập hợp binh mã tại Thanh Hoa, được người của Mạc Đăng Dung đem vàng lụa đến và hứa phong tước vương nếu chịu quy hàng. Ông cả giận, mắng Đăng Dung và chém người được Đăng Dung cử đến.
Về sau ông bị nhà Mạc đánh bại và chết, theo một nguồn thì ông đã tuẫn tiết.

## Vinh danh
Thời Lê trung hưng, ông được khen là người có tiết nghĩa và được truy phong phúc thần hạng trên.

## Câu nói
| “ | Đăng Dung là nghịch thần, tội ác rất lớn; trời đất không dung, quỷ thần cùng phạt. Ta nguyện ăn thịt Đăng Dung chứ lại thèm nhìn mặt nghịch thần ru! | ” |
| — | |   |

## Nhận định
Trong Lịch triều hiến chương loại chí, Phan Huy Chú đã xếp tên ông vào phần "Bề tôi tiết nghĩa" trong Nhân vật chí. Cuốn Nhân vật họ Lê trong lịch sử Việt Nam (2001) của Ngô Minh Phạm và Lê Duy Anh có đánh giá ông "tính khảng khái, có khí tiết, được sĩ phu trọng vọng".